# 24 Ore di Le Mans 2019
La 24 Ore di Le Mans 2019 è stata la 87ª maratona automobilistica che ha avuto luogo tra il 15 e il 16 giugno 2019 sul Circuit de la Sarthe di Le Mans, in Francia. È stato l'appuntamento finale del Campionato del Mondo Endurance FIA 2018-2019. La vittoria assoluta è andata, per il secondo anno consecutivo, all'equipaggio formato da Fernando Alonso, Sebastien Buemi e Kazuki Nakajima, su Toyota TS050-Hybrid. Nella GTE Pro, che quest'anno ha visto la partecipazione di ben 6 costruttori ufficiali, la vittoria è andata all'equipaggio James Calado, Alessandro Pier Guidi e Daniel Serra su Ferrari 488 GTE

## Iscritti

### Ammissioni automatiche
Gli equipaggi che sono ammessi automaticamente alla 24 Ore di Le Mans sono:
| Motivo invitato                                           | LMP1                      | LMP2                    | LMGTE Pro                 | LMGTE Am              |
| --------------------------------------------------------- | ------------------------- | ----------------------- | ------------------------- | --------------------- |
| 1° nella 24 Ore di Le Mans                                | Toyota Gazoo Racing       | Signatech Alpine Matmut | Porsche GT Team           | Dempsey-Proton Racing |
| 1° nell'European Le Mans Series (LMP2 e LMGTE)            |                           | G-Drive Racing          | Proton Competition        | Proton Competition    |
| 2° nell'European Le Mans Series (LMGTE)                   |                           | JMW Motorsport          | JMW Motorsport            |                       |
| 1° nel European Le Mans Series (LMP3)                     | RLR Msport                |                         |                           |                       |
| Iscrizioni generali Campionato IMSA WeatherTech SportsCar | Misha Goikhberg           | Ben Keating             |                           |                       |
| 1° nell'Asian Le Mans Series (LMP2 e GT)                  | United Autosports         | CarGuy Racing           | CarGuy Racing             |                       |
| 1° nell'Asian Le Mans Series (LMP2 Am)                    | ARC Bratislava            |                         |                           |                       |
| 1° nell'Asian Le Mans Series (LMP3)                       | Inter Europol Competition | – or –                  | Inter Europol Competition |                       |
| 1° nella Michelin Le Mans Cup (GT3)                       |                           |                         | Kessel Racing             |                       |

## Partecipanti
Di seguito l'elenco iscritti:
| Classe  | N° | Team                       | Auto                      | Pilota 1                 | Pilota 2               | Pilota 3              |
| ------- | -- | -------------------------- | ------------------------- | ------------------------ | ---------------------- | --------------------- |
| LMP1    | 1  | Rebellion Racing           | Rebellion R-13-Gibson     | Neel Jani                | André Lotterer         | Bruno Senna           |
| LMP1    | 3  | Rebellion Racing           | Rebellion R-13-Gibson     | Thomas Laurent           | Nathanaël Berthon      | Gustavo Menezes       |
| LMP1    | 4  | Bykolles Racing Team       | ENSO CLM P1/01-Gibson     | Tom Dillmann             | Oliver Webb            | Paolo Ruberti         |
| LMP1    | 7  | Toyota Gazoo Racing        | Toyota TS050-Hybrid       | Mike Conway              | Kamui Kobayashi        | José María López      |
| LMP1    | 8  | Toyota Gazoo Racing        | Toyota TS050-Hybrid       | Sébastien Buemi          | Kazuki Nakajima        | Fernando Alonso       |
| LMP1    | 10 | Dragonspeed                | BR Engineering BR1-Gibson | Henrik Hedman            | Ben Hanley             | Renger van der Zande  |
| LMP1    | 11 | SMP Racing                 | BR Engineering BR1-AER    | Vitalij Petrov           | Michail Alëšin         | Stoffel Vandoorne     |
| LMP1    | 17 | SMP Racing                 | BR Engineering BR1-AER    | Stéphane Sarrazin        | Egor Orudzhev          | Sergej Sirotkin       |
| LMP2    | 20 | High Class Racing          | Oreca 07-Gibson           | Anders Fjordbach         | Dennis Andersen        | Mathias Beche         |
| LMP2    | 22 | United Autosport           | Ligier JSP217-Gibson      | Philip Hanson            | Filipe Albuquerque     | Paul di Resta         |
| LMP2    | 23 | Panis Barthez Competition  | Ligier JSP217-Gibson      | René Binder              | Julien Canal           | Will Stevens          |
| LMP2    | 25 | Algarve Pro Racing         | Oreca 07-Gibson           | David Zollinger          | Andrea Pizzitola       | John Falb             |
| LMP2    | 26 | G-Drive Racing             | Aurus 01-Gibson           | Roman Rusinov            | Job Van Uitert         | Jean-Éric Vergne      |
| LMP2    | 28 | TDS Racing                 | Oreca 07-Gibson           | François Perrodo         | Matthieu Vaxivière     | Loïc Duval            |
| LMP2    | 29 | Racing Team Nederland      | Dallara P217-Gibson       | Frits Van Eerd           | Giedo van der Garde    | Nyck de Vries         |
| LMP2    | 30 | Duqueine Engineering       | Oreca 07-Gibson           | Nicolas Jamin            | Pierre Ragues          | Romain Dumas          |
| LMP2    | 31 | Dragonspeed                | Oreca 07-Gibson           | Roberto González         | Pastor Maldonado       | Anthony Davidson      |
| LMP2    | 32 | United Autosport           | Ligier JSP217-Gibson      | Ryan Cullen              | Alex Brundle           | William Owen          |
| LMP2    | 34 | Inter Europol Competition  | Ligier JSP217-Gibson      | Jakub Śmiechowski        | James Winslow          | Nigel Moore           |
| LMP2    | 36 | Signatech Alpine Matmut    | Alpine A470-Gibson        | Nicolas Lapierre         | André Negrão           | Pierre Thiriet        |
| LMP2    | 37 | Jackie Chan DC Racing      | Oreca 07-Gibson           | David Heinemeier Hansson | Jordan King            | Ricky Taylor          |
| LMP2    | 38 | Jackie Chan DC Racing      | Oreca 07-Gibson           | Ho-Pin Tung              | Stéphane Richelmi      | Gabriel Aubry         |
| LMP2    | 39 | Graff                      | Oreca 07-Gibson           | Tristan Gommendy         | Vincent Capillaire     | Jonathan Hirschi      |
| LMP2    | 43 | RLR M Sport                | Oreca 07-Gibson           | John Farano              | Arjun Maini            | Norman Nato           |
| LMP2    | 47 | Cetilar Racing             | Dallara P217-Gibson       | Roberto Lacorte          | Giorgio Sernagiotto    | Andrea Belicchi       |
| LMP2    | 48 | Idec Sport                 | Oreca 07-Gibson           | Paul Lafargue            | Paul-Loup Chatin       | Memo Rojas            |
| LMP2    | 49 | ARC Bratislava             | Ligier JSP217-Gibson      | Miroslav Konôpka         | Henning Enqvist        | Konstantin Tereščenko |
| LMP2    | 50 | Labre Competition          | Ligier JSP217-Gibson      | Erwin Creed              | Romano Ricci           | Nicholas Boulle       |
| GTE-Pro | 51 | AF Corse                   | Ferrari 488 GTE EVO       | Alessandro Pier Guidi    | James Calado           | Daniel Serra          |
| GTE-Pro | 63 | Corvette Racing            | Chevrolet Corvette C7.R   | Jan Magnussen            | Antonio García         | Mike Rockenfeller     |
| GTE-Pro | 64 | Corvette Racing            | Chevrolet Corvette C7.R   | Oliver Gavin             | Tom Milner             | Marcel Fässler        |
| GTE-Pro | 66 | Ford Chip Ganassi Team UK  | Ford GT                   | Stefan Mücke             | Olivier Pla            | Billy Johnson         |
| GTE-Pro | 67 | Ford Chip Ganassi Team UK  | Ford GT                   | Andy Priaulx             | Harry Tincknell        | Jonathan Bomarito     |
| GTE-Pro | 68 | Ford Chip Ganassi Team USA | Ford GT                   | Joey Hand                | Dirk Müller            | Sébastien Bourdais    |
| GTE-Pro | 69 | Ford Chip Ganassi Team USA | Ford GT                   | Ryan Briscoe             | Richard Westbrook      | Scott Dixon           |
| GTE-Pro | 71 | AF Corse                   | Ferrari 488 GTE EVO       | Davide Rigon             | Sam Bird               | Miguel Molina         |
| GTE-Pro | 81 | BMW Team MTEK              | BMW M8 GTE                | Nicky Catsburg           | Martin Tomczyk         | Philipp Eng           |
| GTE-Pro | 82 | BMW Team MTEK              | BMW M8 GTE                | Augusto Farfus           | António Félix da Costa | Jesse Krohn           |
| GTE-Pro | 89 | Risi Competizione          | Ferrari 488 GTE EVO       | Pipo Derani              | Oliver Jarvis          | Jules Gounon          |
| GTE-Pro | 91 | Porsche GT Team            | Porsche 911 RSR           | Richard Lietz            | Gianmaria Bruni        | Frédéric Makowiecki   |
| GTE-Pro | 92 | Porsche GT Team            | Porsche 911 RSR           | Michael Christensen      | Kévin Estre            | Laurens Vanthoor      |
| GTE-Pro | 93 | Porsche GT Team            | Porsche 911 RSR           | Patrick Pilet            | Earl Bamber            | Nick Tandy            |
| GTE-Pro | 94 | Porsche GT Team            | Porsche 911 RSR           | Sven Müller              | Mathieu Jaminet        | Dennis Olsen          |
| GTE-Pro | 95 | Aston Martin Racing        | Aston Martin Vantage AMR  | Nicki Thiim              | Marco Sørensen         | Darren Turner         |
| GTE-Pro | 97 | Aston Martin Racing        | Aston Martin Vantage AMR  | Maxime Martin            | Alex Lynn              | Jonathan Adam         |
| GTE-Am  | 54 | Spirit of Race             | Ferrari 488 GTE           | Thomas Flohr             | Francesco Castellacci  | Giancarlo Fisichella  |
| GTE-Am  | 56 | Team Project 1             | Porsche 911 RSR           | Jorg Bergmeister         | Patrick Lindsey        | Egidio Perfetti       |
| GTE-Am  | 57 | Car Guy Racing             | Ferrari 488 GTE           | Takeshi Kimura           | Kei Cozzolino          | Côme Ledogar          |
| GTE-Am  | 60 | Kessel Racing              | Ferrari 488 GTE           | Claudio Schiavoni        | Sergio Pianezzola      | Andrea Piccini        |
| GTE-Am  | 61 | Clearwater Racing          | Ferrari 488 GTE           | Luis Pérez Companc       | Matthew Griffin        | Matteo Cressoni       |
| GTE-Am  | 62 | Weathertech Racing         | Ferrari 488 GTE           | Cooper MacNeil           | Toni Vilander          | Robert Smith          |
| GTE-Am  | 70 | MR RAcing                  | Ferrari 488 GTE           | Motoaki Ishikawa         | Olivier Beretta        | Edward Cheever III    |
| GTE-Am  | 77 | Dempsey-Proton Racing      | Porsche 911 RSR           | Matt Campbell            | Christian Ried         | Julien Andlauer       |
| GTE-Am  | 78 | Proton Competition         | Porsche 911 RSR           | Louis Prette             | Philippe Prette        | Vincent Abril         |
| GTE-Am  | 83 | Kessel Racing              | Ferrari 488 GTE           | Manuela Gostner          | Rahel Frey             | Michelle Gatting      |
| GTE-Am  | 84 | JMW Motorsport             | Ferrari 488 GTE           | Jeffrey Segal            | Rodrigo Baptista       | Wei Lu                |
| GTE-Am  | 85 | Keating Motorsport         | Ford GT                   | Ben Keating              | Jeroen Bleekemolen     | Felipe Fraga          |
| GTE-Am  | 86 | Gulf Racing                | Porsche 911 RSR           | Michael Wainwright       | Benjamin Barker        | Thomas Preining       |
| GTE-Am  | 88 | Dempsey-Proton Racing      | Porsche 911 RSR           | Satoshi Hoshino          | Giorgio Roda           | Matteo Cairoli        |
| GTE-Am  | 90 | TF Sport                   | Aston Martin Vantage AMR  | Salih Yoluç              | Euan Hankey            | Charlie Eastwood      |
| GTE-Am  | 98 | Aston Martin Racing        | Aston Martin Vantage AMR  | Paul Dalla Lana          | Pedro Lamy             | Mathias Lauda         |
| GTE-Am  | 99 | Dempsey-Proton Racing      | Porsche 911 RSR           | Patrick Long             | Tracy Krohn            | Niclas Jönsson        |

## Test
Il 2 Giugno si è svolta la giornata di test ufficiali, otto ore di test per iniziare la preparazione alla maratona francese. Nella classe LMP1 è stato Sebastian Buemi, sulla vettura numero 8, a realizzare il miglior crono, staccando di 8 decimi la vettura gemella di Conway, Lopez e Kobayashi. A seguire la Rebellion numero 1, staccata di quasi 2 secondi. In classe LMP2 sono le Oreca a dettare il passo, la più veloce delle quali è quella del Jackie Chan Racing. Tutti molto vicini, invece, in classe GTE-Pro, le prime quattro vetture, nell'ordine Corvette-Ford-Corvette-Ferrari, sono infatti racchiuse in soli 102 millesimi.

## Qualifiche
I tre turni di qualifica si sono svolti tra il mercoledì sera ed il giovedì sera precedenti alla gara. La griglia di partenza viene stabilita tenendo in considerazione, per ogni vettura, il miglior tempo ottenuto nelle tre sessioni. Durante le prove libere del mercoledì pomeriggio, la Porsche nº 99 è stata protagonista di un grosso incidente, il pilota non ha riportato gravi conseguenze ma per precauzione l'equipaggio non ha preso parte alle qualifiche e alla gara.
| Classe  | N° | Team                       | Auto                      | Pos N° | Tempo    |
| ------- | -- | -------------------------- | ------------------------- | ------ | -------- |
| LMP1    | 7  | Toyota Gazoo Racing        | Toyota TS050-Hybrid       | 1      | 3:15:497 |
| LMP1    | 8  | Toyota Gazoo Racing        | Toyota TS050-Hybrid       | 2      | 3:15:908 |
| LMP1    | 17 | SMP Racing                 | BR Engineering BR1-AER    | 3      | 3:16:159 |
| LMP1    | 3  | Rebellion Racing           | Rebellion R-13-Gibson     | 4      | 3:16:404 |
| LMP1    | 11 | SMP Racing                 | BR Engineering BR1-AER    | 5      | 3:16:665 |
| LMP1    | 1  | Rebellion Racing           | Rebellion R-13-Gibson     | 6      | 3:16:810 |
| LMP1    | 10 | Dragonspeed                | BR Engineering BR1-Gibson | 7      | 3:20:200 |
| LMP1    | 4  | Bykolles Racing Team       | ENSO CLM P1/01-Gibson     | 8      | 3:23:109 |
| LMP2    | 28 | TDS Racing                 | Oreca 07-Gibson           | 9      | 3:25:345 |
| LMP2    | 31 | Dragonspeed                | Oreca 07-Gibson           | 10     | 3:25:667 |
| LMP2    | 36 | Signatech Alpine Matmut    | Alpine A470-Gibson        | 11     | 3:25:874 |
| LMP2    | 48 | Idec Sport                 | Oreca 07-Gibson           | 12     | 3:26:011 |
| LMP2    | 26 | G-Drive Racing             | Aurus 01-Gibson           | 13     | 3:26:257 |
| LMP2    | 22 | United Autosport           | Ligier JSP217-Gibson      | 14     | 3:26:543 |
| LMP2    | 38 | Jackie Chan DC Racing      | Oreca 07-Gibson           | 15     | 3:26:821 |
| LMP2    | 29 | Racing Team Nederland      | Dallara P217-Gibson       | 16     | 3:27:107 |
| LMP2    | 32 | United Autosport           | Ligier JSP217-Gibson      | 17     | 3:27:509 |
| LMP2    | 20 | High Class Racing          | Oreca 07-Gibson           | 18     | 3:27:610 |
| LMP2    | 23 | Panis Barthez Competition  | Ligier JSP217-Gibson      | 19     | 3:27:790 |
| LMP2    | 37 | Jackie Chan DC Racing      | Oreca 07-Gibson           | 20     | 3:28:049 |
| LMP2    | 30 | Duqueine Engineering       | Oreca 07-Gibson           | 21     | 3:28:195 |
| LMP2    | 39 | Graff                      | Oreca 07-Gibson           | 22     | 3:28:426 |
| LMP2    | 25 | Algarve Pro Racing         | Oreca 07-Gibson           | 23     | 3:28:457 |
| LMP2    | 43 | RLR M Sport                | Oreca 07-Gibson           | 24     | 3:28:803 |
| LMP2    | 47 | Cetilar Racing             | Dallara P217-Gibson       | 25     | 3:28:942 |
| LMP2    | 34 | Inter Europol Competition  | Ligier JSP217-Gibson      | 26     | 3:30:744 |
| LMP2    | 49 | ARC Bratislava             | Ligier JSP217-Gibson      | 27     | 3:34:146 |
| LMP2    | 50 | Labre Competition          | Ligier JSP217-Gibson      | 28     | 3:34:913 |
| GTE-Pro | 95 | Aston Martin Racing        | Aston Martin Vantage AMR  | 29     | 3:48:000 |
| GTE-Pro | 67 | Ford Chip Ganassi Team UK  | Ford GT                   | 30     | 3:48:112 |
| GTE-Pro | 63 | Corvette Racing            | Chevrolet Corvette C7.R   | 31     | 3:48:830 |
| GTE-Pro | 93 | Porsche GT Team            | Porsche 911 RSR           | 32     | 3:48:907 |
| GTE-Pro | 82 | BMW Team MTEK              | BMW M8 GTE                | 33     | 3:49:108 |
| GTE-Pro | 68 | Ford Chip Ganassi Team USA | Ford GT                   | 34     | 3:49:116 |
| GTE-Pro | 92 | Porsche GT Team            | Porsche 911 RSR           | 35     | 3:49:196 |
| GTE-Pro | 71 | AF Corse                   | Ferrari 488 GTE EVO       | 36     | 3:49:391 |
| GTE-Pro | 66 | Ford Chip Ganassi Team UK  | Ford GT                   | 37     | 3:49:511 |
| GTE-Pro | 69 | Ford Chip Ganassi Team USA | Ford GT                   | 38     | 3:49:546 |
| GTE-Pro | 64 | Corvette Racing            | Chevrolet Corvette C7.R   | 39     | 3:49:573 |
| GTE-Pro | 51 | AF Corse                   | Ferrari 488 GTE EVO       | 40     | 3:49:665 |
| GTE-Pro | 91 | Porsche GT Team            | Porsche 911 RSR           | 41     | 3:49:921 |
| GTE-Pro | 97 | Aston Martin Racing        | Aston Martin Vantage AMR  | 42     | 3:50:037 |
| GTE-Pro | 94 | Porsche GT Team            | Porsche 911 RSR           | 43     | 3:50:278 |
| GTE-Pro | 81 | BMW Team MTEK              | BMW M8 GTE                | 44     | 3:51:353 |
| GTE-Am  | 88 | Dempsey-Proton Racing      | Porsche 911 RSR           | 45     | 3:51:439 |
| GTE-Pro | 89 | Risi Competizione          | Ferrari 488 GTE EVO       | 46     | 3:51:454 |
| GTE-Am  | 77 | Dempsey-Proton Racing      | Porsche 911 RSR           | 47     | 3:51:645 |
| GTE-Am  | 86 | Gulf Racing                | Porsche 911 RSR           | 48     | 3:51:944 |
| GTE-Am  | 84 | JMW Motorsport             | Ferrari 488 GTE           | 49     | 3:52:423 |
| GTE-Am  | 78 | Proton Competition         | Porsche 911 RSR           | 50     | 3:52:434 |
| GTE-Am  | 56 | Team Project 1             | Porsche 911 RSR           | 51     | 3:52:750 |
| GTE-Am  | 54 | Spirit of Race             | Ferrari 488 GTE           | 52     | 3:52:826 |
| GTE-Am  | 57 | Car Guy Racing             | Ferrari 488 GTE           | 53     | 3:53:474 |
| GTE-Am  | 85 | Keating Motorsport         | Ford GT                   | 54     | 3:53:492 |
| GTE-Am  | 60 | Kessel Racing              | Ferrari 488 GTE           | 55     | 3:53:528 |
| GTE-Am  | 98 | Aston Martin Racing        | Aston Martin Vantage AMR  | 56     | 3:53:530 |
| GTE-Am  | 90 | TF Sport                   | Aston Martin Vantage AMR  | 57     | 3:53:606 |
| GTE-Am  | 62 | Weathertech Racing         | Ferrari 488 GTE           | 58     | 3:53:630 |
| GTE-Am  | 70 | MR RAcing                  | Ferrari 488 GTE           | 59     | 3:54:051 |
| GTE-Am  | 83 | Kessel Racing              | Ferrari 488 GTE           | 60     | 3:54:084 |
| GTE-Am  | 61 | Clearwater Racing          | Ferrari 488 GTE           | 61     | 3:54:240 |

## Gara

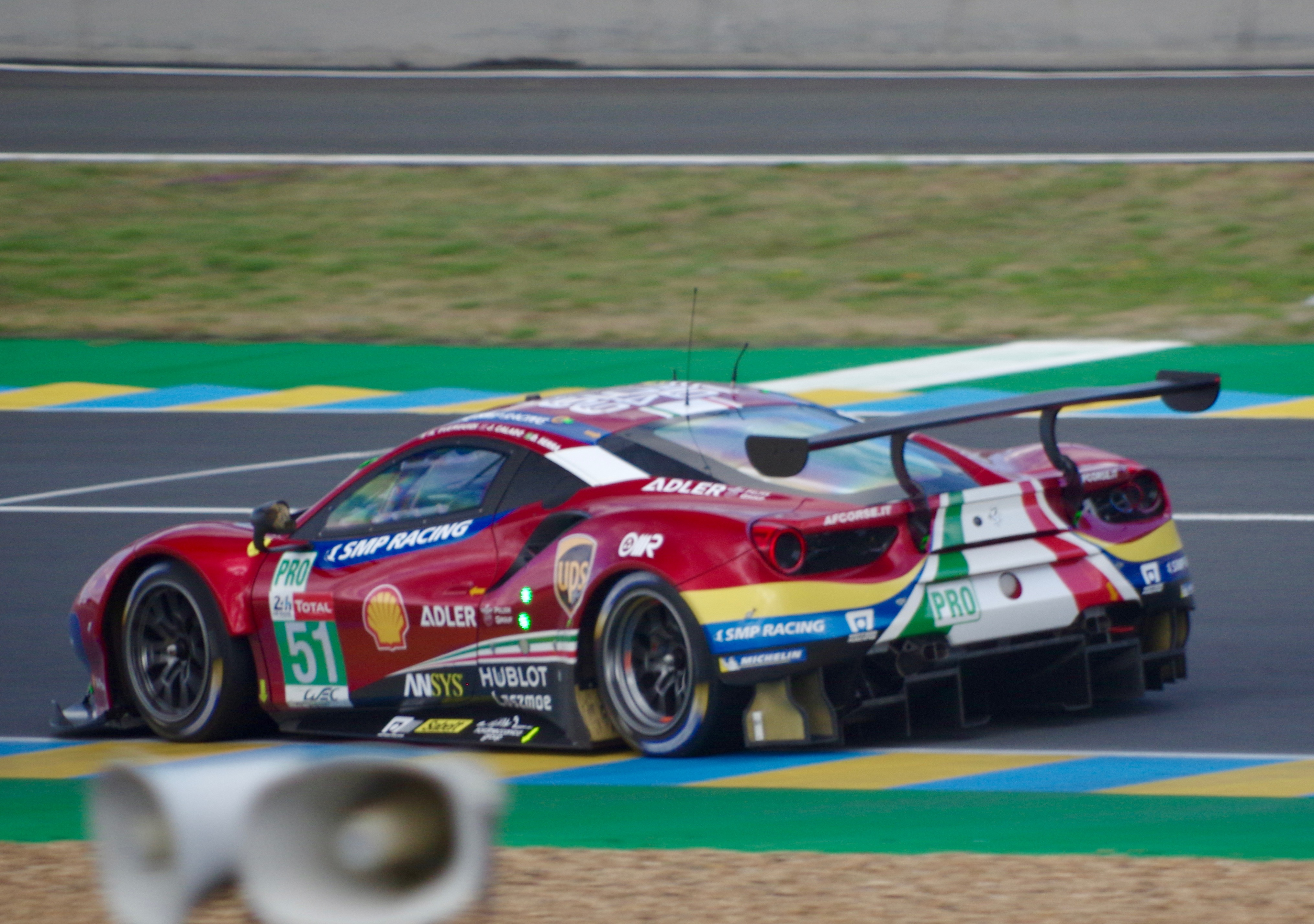
La Ferrari n°51 del team AF Corse, vincitrice in classe GTE-Pro.

Ad aggiudicarsi la gara sembrava dover essere l'equipaggio della Toyota numero 7, che ha dimostrato fin dalle prove libere del mercoledì di avere una marcia in più rispetto agli avversari. L'equipaggio formato da Mike Conway, Kamui Kobayashi e José María López, è stato in testa per gran parte della corsa, solamente durante la notte fra sabato e domenica i compagni di squadra sulla vettura numero 8 hanno preso il comando. Tuttavia la vettura numero 7 non ha mai perso il contatto ed è riuscita a staccare nettamente la numero 8 una volta sorto il sole grazie ad un'ottima prestazione dei suoi piloti. Ad un'ora dalla conclusione, Lopez era alla guida della sua vettura quando ha visto afflosciarsi per due volte una gomma dovendo tornare ai box e cedendo strada alla vettura numero 8, condotta in quel momento dal compagno di scuderia Nakajima, che ha portato la Toyota Ts050 alla sua seconda affermazione consecutiva a Le Mans. La Toyota, ad alcuni giorni di distanza dalla gara, ha dichiarato che la vettura numero 7 non ha avuto una doppia foratura, ma un problema ad una antenna che ha segnalato la foratura, costringendo il team ad un doppio pit-stop. Sul terzo gradino del podio assoluto e di LMP1, a considerevole distanza dalle Toyota, sono saliti i russi Mikhail Aleshin e Vitaly Petrov, e il debuttante Stoffel Vandoorne, portacolori della SMP Racing che nella mattinata di domenica hanno portato la BR Engineering BR1-AER al terzo posto dopo un duello con le due Rebellion. La R13-Gibson numero 1 di Neel Jani, André Lotterer e Bruno Senna si è piazzata infatti ai piedi del podio con tre giri di ritardo dalla BR1 numero 11, seguita a sei giri dai compagni di squadra Thomas Laurent, Gustavo Menezes, Nathanaël Berthon. La BR1 numero 3 non è stata altrettanto fortunata, è stata infatti penalizzata con uno Stop&Go di 3' per una irregolarità sull'utilizzo delle gomme, in seguito ha avuto problemi tecnici che l'hanno costretta a fermarsi un paio di volte ai box per lungo tempo. Al sesto posto assoluto sono giunti i vincitori della classe LMP2, André Negrão, Pierre Thiriet, Nicolas Lapierre. Ad un certo punto l'equipaggio della Signatech Alpine Matmut sembrava aver perso l'occasione del successo, poi con la Alpine A470-Gibson numero 36 sono riusciti a tornare al comando, approfittando anche di un inconveniente elettrico della Aurus 01-Gibson numero 26 che era passata prima attorno alla diciottesima ora. La seconda piazza della LMP2 va al team Jackie Chan DC Racing grazie all'ottima prova di Stéphane Richelmi, Gabriel Aubry ed Ho-Pin Tung al volante della Oreca 07-Gibson #38 che risulta essere anche la migliore delle auto gommate Dunlop, al terzo posto la vettura #28 preparata dalla TDS Racing con alla guida Matthieu Vaxivière, François Perrodo e Loïc Duval. Per quanto riguarda la GTE Pro, le prime otto ore sono state caratterizzate da una lotta serrata, con cinque vetture una in scia all'altra. Le Aston Martin e le BMW hanno perso terreno velocemente, lasciando la lotta per la vittoria a Ferrari, Porsche, Ford e Corvette. Le vetture più in palla sono apparse le C7.R, mentre le 488 sono inizialmente sembrate in difficoltà. La Chevrolet numero 63, guidata da Jan Magnussen, Antonio Garcia e Mike Rockenfeller, si è ritrovata a duellare con la Ferrari numero 51 guidata da Calado, Serra e Pier Guidi che hanno gestito perfettamente la situazione. Le Porsche hanno invece avuto problemi di vario genere. La numero 92 ha riportato un guasto allo scarico proprio quando nelle ore notturne sembrava poter prendere il largo. Le numero 91 e 93, invece, sono state colpite da penalità causate da errori dei piloti, finendo indietro. L'ultimo duello ha così visto come protagoniste proprio Corvette e Ferrari. Domenica mattina la Safety Car è dovuta entrare in azione un paio di volte ed in questo momento si è decisa la gara. Il team Chevrolet ha fatto fermare Magnussen quando era primo, ritrovandosi così dietro alla Ferrari guidata da Calado con oltre mezza pista di ritardo, dato che in pit-lane c'era il semaforo rosso. Nel tentativo di recupero, il pilota danese è finito in testacoda alle curva "Porsche" rovinando la sua auto e lasciando la Ferrari sola al comando per l'ultima parte di gara, con le Porsche 91 e 93 a completare il podio di categoria. Per quanto riguarda gli altri team, le Ford GT hanno perso tempo strada facendo e hanno concluso fra il quarto e il settimo posto di categoria. Gara difficile per le BMW M8, mai in grado di lottare con i migliori, così come le Aston Martin Vantage AMR.
Di seguito l'ordine di arrivo finale.
| Classe  | N° | Team                       | Auto                      | Giri percorsi | Pos N° |
| ------- | -- | -------------------------- | ------------------------- | ------------- | ------ |
| LMP1    | 8  | Toyota Gazoo Racing        | Toyota TS050-Hybrid       | 385           | 1      |
| LMP1    | 7  | Toyota Gazoo Racing        | Toyota TS050-Hybrid       | 385           | 2      |
| LMP1    | 11 | SMP Racing                 | BR Engineering BR1-AER    | 379           | 3      |
| LMP1    | 1  | Rebellion Racing           | Rebellion R-13-Gibson     | 376           | 4      |
| LMP1    | 3  | Rebellion Racing           | Rebellion R-13-Gibson     | 370           | 5      |
| LMP2    | 36 | Signatech Alpine Matmut    | Alpine A470-Gibson        | 368           | 6      |
| LMP2    | 38 | Jackie Chan DC Racing      | Oreca 07-Gibson           | 367           | 7      |
| LMP2    | 28 | TDS Racing                 | Oreca 07-Gibson           | 366           | 8      |
| LMP2    | 22 | United Autosport           | Ligier JSP217-Gibson      | 365           | 9      |
| LMP2    | 48 | Idec Sport                 | Oreca 07-Gibson           | 364           | 10     |
| LMP2    | 26 | G-Drive Racing             | Aurus 01-Gibson           | 364           | 11     |
| LMP2    | 30 | Duqueine Engineering       | Oreca 07-Gibson           | 363           | 12     |
| LMP2    | 23 | Panis Barthez Competition  | Ligier JSP217-Gibson      | 362           | 13     |
| LMP2    | 39 | Graff                      | Oreca 07-Gibson           | 362           | 14     |
| LMP2    | 25 | Algarve Pro Racing         | Oreca 07-Gibson           | 357           | 15     |
| LMP2    | 20 | High Class Racing          | Oreca 07-Gibson           | 356           | 16     |
| LMP2    | 50 | Labre Competition          | Ligier JSP217-Gibson      | 355           | 17     |
| LMP2    | 47 | Cetilar Racing             | Dallara P217-Gibson       | 352           | 18     |
| LMP2    | 32 | United Autosport           | Ligier JSP217-Gibson      | 348           | 19     |
| GTE-Pro | 51 | AF Corse                   | Ferrari 488 GTE EVO       | 342           | 20     |
| GTE-Pro | 91 | Porsche GT Team            | Porsche 911 RSR           | 342           | 21     |
| GTE-Pro | 93 | Porsche GT Team            | Porsche 911 RSR           | 342           | 22     |
| GTE-Pro | 68 | Ford Chip Ganassi Team USA | Ford GT                   | 342           | 23     |
| GTE-Pro | 67 | Ford Chip Ganassi Team UK  | Ford GT                   | 342           | 24     |
| GTE-Pro | 69 | Ford Chip Ganassi Team USA | Ford GT                   | 341           | 25     |
| GTE-Pro | 66 | Ford Chip Ganassi Team UK  | Ford GT                   | 340           | 26     |
| LMP2    | 29 | Racing Team Nederland      | Dallara P217-Gibson       | 340           | 27     |
| GTE-Pro | 94 | Porsche GT Team            | Porsche 911 RSR           | 339           | 28     |
| GTE-Pro | 63 | Corvette Racing            | Chevrolet Corvette C7.R   | 337           | 29     |
| GTE-Pro | 92 | Porsche GT Team            | Porsche 911 RSR           | 337           | 30     |
| GTE-Pro | 82 | BMW Team MTEK              | BMW M8 GTE                | 335           | 31     |
| GTE-Am  | 85 | Keating Motorsport         | Ford GT                   | 334           | 32     |
| GTE-Am  | 56 | Team Project 1             | Porsche 911 RSR           | 334           | 33     |
| GTE-Am  | 84 | JMW Motorsport             | Ferrari 488 GTE           | 334           | 34     |
| GTE-Am  | 62 | Weathertech Racing         | Ferrari 488 GTE           | 333           | 35     |
| GTE-Am  | 77 | Dempsey-Proton Racing      | Porsche 911 RSR           | 332           | 36     |
| GTE-Am  | 57 | Car Guy Racing             | Ferrari 488 GTE           | 332           | 37     |
| GTE-Am  | 78 | Proton Competition         | Porsche 911 RSR           | 332           | 38     |
| GTE-Am  | 61 | Clearwater Racing          | Ferrari 488 GTE           | 331           | 39     |
| GTE-Am  | 86 | Gulf Racing                | Porsche 911 RSR           | 331           | 40     |
| GTE-Am  | 83 | Kessel Racing              | Ferrari 488 GTE           | 330           | 41     |
| GTE-Pro | 89 | Risi Competizione          | Ferrari 488 GTE EVO       | 329           | 42     |
| GTE-Am  | 70 | MR RAcing                  | Ferrari 488 GTE           | 328           | 43     |
| GTE-Am  | 90 | TF Sport                   | Aston Martin Vantage AMR  | 327           | 44     |
| GTE-Am  | 54 | Spirit of Race             | Ferrari 488 GTE           | 327           | 45     |
| GTE-Pro | 97 | Aston Martin Racing        | Aston Martin Vantage AMR  | 325           | 46     |
| LMP2    | 34 | Inter Europol Competition  | Ligier JSP217-Gibson      | 325           | 47     |
| GTE-Am  | 60 | Kessel Racing              | Ferrari 488 GTE           | 324           | 48     |
| GTE-Pro | 81 | BMW Team MTEK              | BMW M8 GTE                | 309           | 49     |
| LMP2    | 43 | RLR M Sport                | Oreca 07-Gibson           | 295           | 50     |
| LMP2    | 31 | Dragonspeed                | Oreca 07-Gibson           | 245           | 51     |
| LMP2    | 37 | Jackie Chan DC Racing      | Oreca 07-Gibson           | 199           | 52     |
| LMP1    | 17 | SMP Racing                 | BR Engineering BR1-AER    | 163           | 53     |
| LMP1    | 4  | Bykolles Racing Team       | ENSO CLM P1/01-Gibson     | 163           | 54     |
| LMP2    | 49 | ARC Bratislava             | Ligier JSP217-Gibson      | 160           | 55     |
| GTE-Pro | 71 | AF Corse                   | Ferrari 488 GTE EVO       | 140           | 56     |
| GTE-Pro | 95 | Aston Martin Racing        | Aston Martin Vantage AMR  | 132           | 57     |
| GTE-Am  | 98 | Aston Martin Racing        | Aston Martin Vantage AMR  | 87            | 58     |
| GTE-Pro | 64 | Corvette Racing            | Chevrolet Corvette C7.R   | 82            | 59     |
| GTE-Am  | 88 | Dempsey-Proton Racing      | Porsche 911 RSR           | 79            | 60     |
| LMP1    | 10 | Dragonspeed                | BR Engineering BR1-Gibson | 76            | 61     |